# 東京の宿
『東京の宿』（とうきょうのやど）は、1935年（昭和10年）11月21日公開の日本映画である。松竹キネマ製作・配給。監督は小津安二郎。モノクロ、スタンダード、サウンド版、80分。
坂本武主演の「喜八もの」の最終作。原作のウィンザアト・モネはWithout Moneyのもじりで、小津・池田・荒田の合作ペンネームである。第12回キネマ旬報ベスト・テン第9位。

## あらすじ
妻と離別し家も仕事も失った喜八と小学生の二人の息子・善公と正公は、親子で毎日工場の職を求めて工業地帯をさまよい、宿の客同士の共同部屋で知り合いになった喜八と同じ境遇の女性「おたか」とその幼い娘の君子に出会う。ある夜、喜八は飯屋をやっている昔なじみの未婚の女性「おつね」と偶然に出会い、親切な彼女は借家と工場の仕事を見つけてきてくれた。おたか親子と親密な時間を過ごした後で、君子が大きな病気にかかってしまうと親子ともども黙って消えてしまう。喜八は腹が立ち料理屋でヤケ酒をあおっていると、何と、おたかが酌婦として酒を持ってきた。喜八は彼女を叱るが、おたかは涙ながらに娘の入院費用で仕方なかったと弁解する。親子を何とかしようと、喜八は一大決心をする。深夜、喜八は息子に盗んだお金を、おたかのいる病院に送り届けさせると、おつねに息子の世話を頼み、警察へと向かうのだった。

## スタッフ
- 監督：小津安二郎
- 脚本：池田忠雄、荒田正男
- 原作：ウィンザアト・モネ
- 撮影・編集：茂原英朗
- 美術：浜田辰雄
- 作曲：伊藤宣二
- 録音：土橋晴夫
- 撮影補助：厚田雄春
- 演奏：松竹蒲田楽団
- 配光：中島利光
- 衣装：斎藤紅

## キャスト

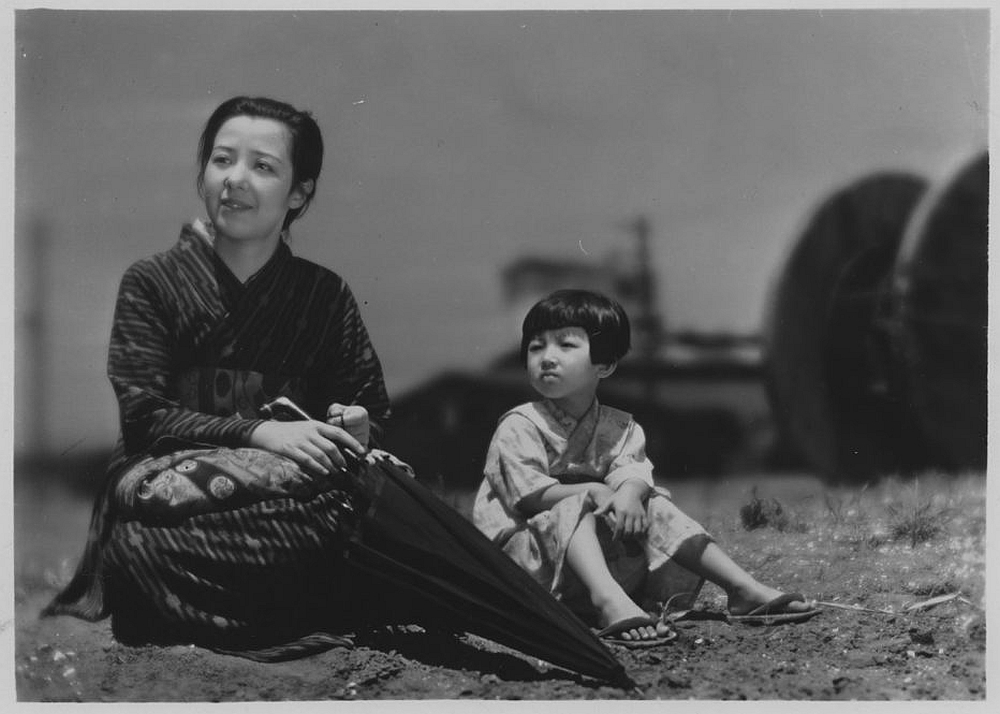
左から､岡田嘉子､小島和子

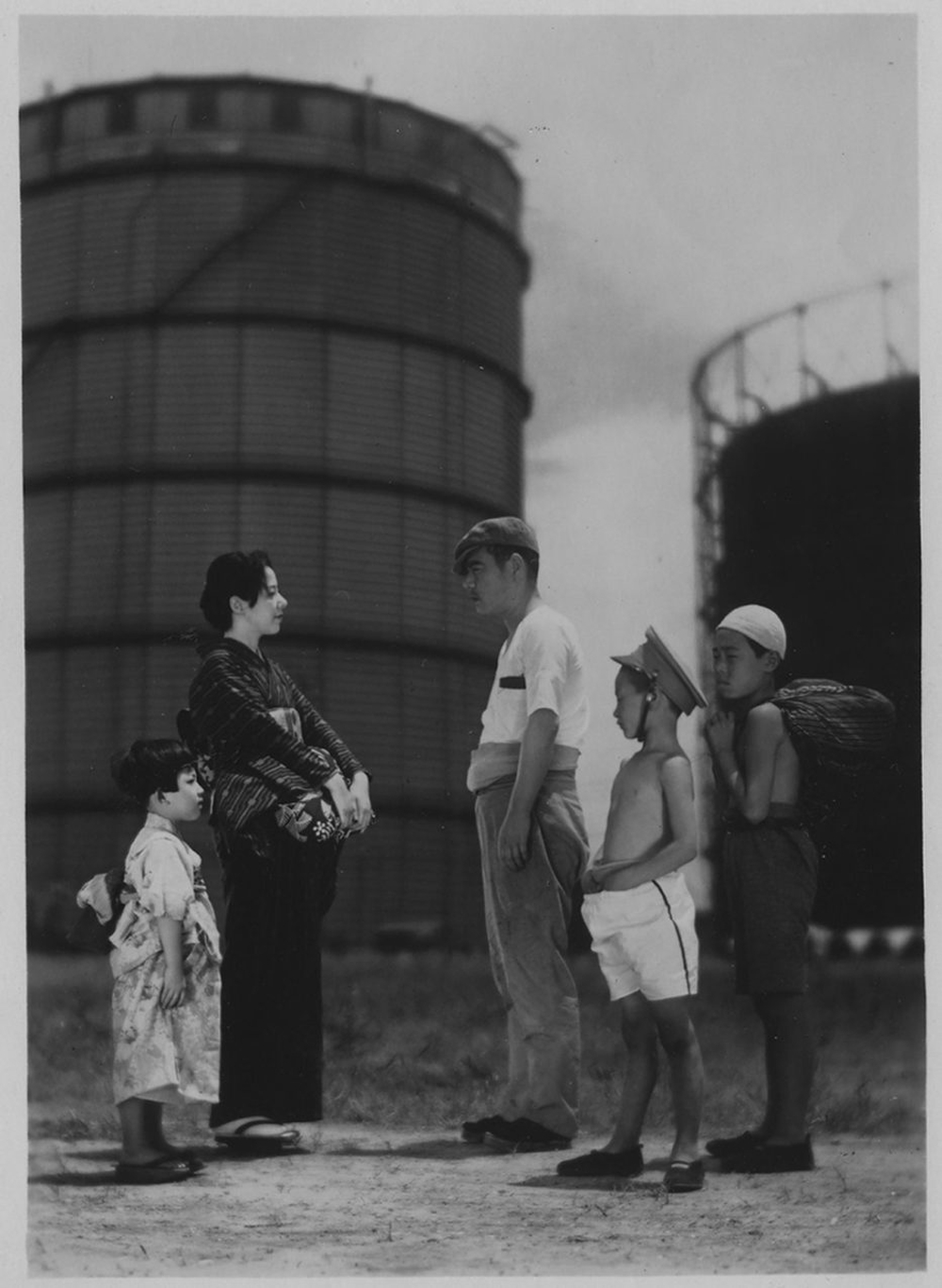
左から､小島和子､岡田嘉子､坂本武､末松孝幸､突貫小僧

- 喜八：坂本武
- おたか：岡田嘉子
- 善公：突貫小僧
- 正公：末松孝行
- 君子：小島和子[4]
- おつね：飯田蝶子
- 警官：笠智衆、西村青児?